# Ophiogramma zoe
Ophiogramma zoe là một loài bướm đêm trong họ Geometridae.